# 瑪莉氏深水三鰭䲁
瑪莉氏深水三鰭䲁（學名：Forsterygion maryannae），為輻鰭魚綱䲁形目三鰭䲁科深水三鰭䲁屬的一個種，種名是為了紀念水下攝影師瑪麗安·W·威廉斯（Maryann W. Williams），分布於西南太平洋紐西蘭海域，深度1至50公尺，本魚呈圓柱狀，後側扁平，嘴巴向上傾斜，眼眶上具有觸鬚，側線不連續，有16-22個管狀鱗片，身體呈橙棕色，頭部略帶紅色，眼睛呈黑色，兩側各有一條寬闊的黑色縱向條紋，背鰭3個，背鰭硬棘24-29枚、背鰭軟條12-15枚、臀鰭硬棘1枚、臀鰭軟條24-27枚，體長可達5.9公分，棲息在岩礁區，雌魚產附著性卵在藻類築的巢，雄魚會守護卵，幼魚為浮游性，生活習性不明。